# KIC 8462852
A KIC 8462852 más néven Tabby csillaga (Tabetha S. Boyajian) vagy WTF csillag (Where's the flux?) egy, a Hattyú csillagképben található fősorozati, F3 V/IV típusú, a Földtől nagyjából 1000-1500 fényév távolságra lévő csillag. 2009-ben felvették azok közé a csillagok közé, amelyekről feltételezik, hogy Föld-szerű bolygók keringenek körülöttük.

## Története
2015 októberében a Planet Hunters (=bolygóvadászok) amatőrcsillagászai a Kepler-űrtávcső felvételei alapján észrevették, hogy a csillag fényessége szabálytalan módon változik. Ezt a körülötte keringő ismeretlen objektumok okozhatják. Az észlelt objektumok szabálytalan alakúak, és szabálytalan időközönként haladnak el a csillag előtt.

Amikor a bolygóvadászok megosztották a felfedezést a Yale Egyetem csillagászával, Tabetha Boyaijannal, ő azt nyilatkozta az Atlanticnak: 
„Sose láttunk még semmi olyasmit, mint ez a csillag. Nagyon furcsa volt. Azt hittük, hibásak az adatok vagy a távcső, de mindent rendben találtunk.”

A kutatókat két észlelés zavarta össze. Az egyiknél a csillag fénye 15 százalékot esett, a másiknál az elsötétülések egy egész sorozatnyi gyors pislákolást alkottak. Bármi is haladt el a csillag előtt, annak vagy nagyon nagynak, vagy nagyon soknak kellett lennie. Kizárták, hogy porkorong vagy ütközésből származó törmelék lenne az oka. Az egyetlen természetes ok, amit el tudnak képzelni, hogy rengeteg üstökös halad el a csillag előtt. Ugyanakkor a kutatók szerint egyelőre ez a teória se tudná teljesen megmagyarázni, amit a Kepler látott. A következő lehetséges magyarázat, hogy mesterségesen épített objektumokról van szó.
„Az idegenek mindig a legutolsó hipotézis, ami felmerülhet, de ez úgy néz ki, mint amit egy idegen civilizáció építene.” – mondta Jason Wright a Penn State Egyetemről.
2015 októberében rádióantennák fordultak a csillag felé, hogy ha esetleg épített objektumokról van szó, fogják a rádiójelüket. Ugyanakkor Seth Shostak, a SETI csillagász főmunkatársa megjegyezte:
„Az eddigi történelmi leckék alapján az embereknek talán kissé vissza kellene fogniuk a lelkesedésüket... Az eddigi tapasztalatok azt sugallják, hogy találunk majd olyan magyarázatot, amihez nem kellenek klingonok...”

## Kutatások
2015. október. 6-án már javában zajlottak a rádiójelek utáni kutatások, de a kutatók nem találtak semmit. Kétfajta jelet kerestek; keskenysávú adást és széles sávú jeleket. Előbbivel az idegenek tudatosan jeleznék tevékenységüket egy külső „szemlélő” számára, utóbbiak pedig az idegenek feltételezett űrhajóiról árulkodnának.
2016 januárjában a  Louisiana Egyetem csillagásza, Bradley Shaefer kiszámította, hogy amennyiben üstökösraj haladt át a csillagon, mekkorának is kellett annak lennie. Az eredmény irreálisan magas, ugyanis nagyjából 648 ezer darab óriási, 200 kilométer széles, egy csapatban közlekedő üstökösre lenne szükség ahhoz, hogy ekkora mértékű fényerőcsökkenés létrejöjjön. A Naprendszerben megfigyelt legnagyobb üstökös 60 kilométeres volt. A kutató továbbá azt is megállapította, hogy a csillag az utóbbi 100 évben nagyjából 20%-ot vesztett a fényéből, ami nem megszokott az azonos korú csillagoknál. A kutatások máig zajlanak.
Egy 2017-ben, a The Astrophysical Journal-ban megjelent tanulmány szerint a csillag körül keringő apró porszemcsék okozzák a hosszabb idejű fényességcsökkenéseket. A tanulmány felhasználta a NASA Spitzer űrtávcső és a Swift küldetések adatait, továbbá földi amatőrcsillagászok  megfigyeléseit (Belgium, AstroLAB IRIS nyilvános obszervatórium). Az összes megfigyelés 2015 októbere és 2016 decembere között zajlott le ultraibolya, közeli infravörös és a látható fény tartományában.
Kiderült, hogy a csillag fénye kevésbé gyengül a közeli infravörös tartományban, mint az ultraibolya és a látható fény tartományában.
Ez egyre kevésbé teszi valószínűvé az értelmes lények által készített építmény lehetőségét, mivel például az átlátszó napelemek egyforma mértékben nyelnék el a fényt minden tartományban.
Sokkal valószínűbb ok a csillag körül keringő porréteg, amik méretüknél fogva a rövidebb ultraibolya fényt jobban szétszórják, de a hosszabb hullámhosszú infravörös fényt átengedik.
A szelektív elnyelődésből kiszámítható a porszemcsék mérete, ami néhány mikronra adódott. A porból összeálló objektum lehet porfelhő vagy gyűrű. A porszemcsék mérete nagyobb, mint a csillagközi térben található poré.
Egy 2015-ös tanulmány (in: The Astrophysical Journal Letters) a rövidebb idejű, nagyobb mértékű fényességcsökkenéseket vizsgálta. A tanulmány megállapításai szerint ezeket valószínűleg nagyméretű törmelék elhaladása okozza, ami üstökösök maradványa lehet.